# Transports en Lituanie

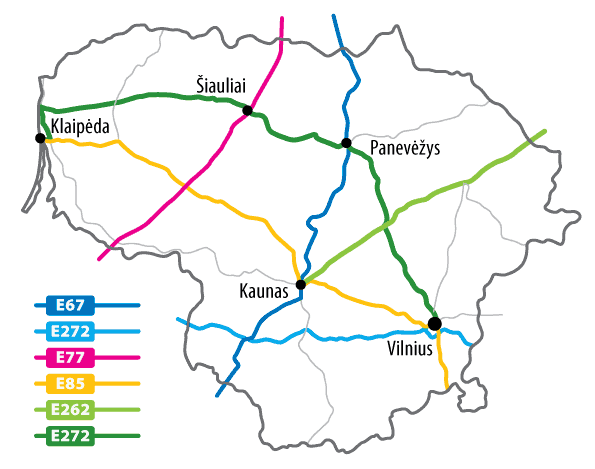
Routes européennes traversant la Lituanie.

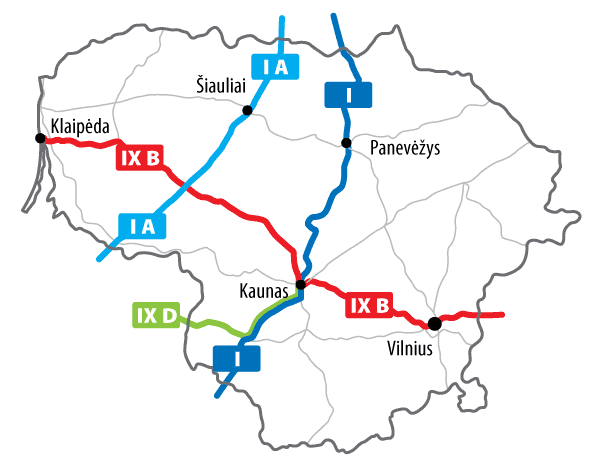
Routes magistrales lituaniennes faisant partie du réseau transeuropéen de transport.

Cet article fournit une vue d'ensemble de l'infrastructure des transports en Lituanie.

## Voies ferrées
On dénombre au total, en 2001, 1 998 km de voies ferrées, dont :
- 1 807 km de voies larges (de 1 524 mm), dont 122 km sont électrifiées ;
- 169 km de voies étroites (de 750 mm) ;
- 22 km de voies normales (de 1 435 mm).

### Connexion ferroviaire avec les pays adjacents
La Lituanie possède une connexion ferroviaire avec ses quatre pays limitrophes :
- La Lettonie ;
- La Biélorussie ;
- La Pologne (changement de voie de 1 524 mm à 1 435 mm)
- La Russie.

## Réseau routier lituanien
On dénombrait, en 2006, un total de 21 328,09 km de routes, dont 12 912,22 km pavées et les 8 415,87 km restants non-pavées.

### Autoroutes
- Autoroute A1 — reliant les villes de Vilnius, Kaunas et Klaipėda ;
- Autoroute A5 — reliant Kaunas et Suwałki ;
- Autoroute du Samogitian — ancienne autoroute construite pendant les années de l'entre-deux-guerres reliant Kaunas et Klaipėda ;
- Autoroute de l’Aukštaitian — ancienne autoroute construite pendant les années de l'entre-deux-guerres reliant Kaunas, Kėdainiai, Panevėžys et Biržai.
- Route européenne E67

### Réseau magistral
Les routes magistrales (dont le sigle commence par un A, nommées Magistraliniai keliai) totalisent 1 748,84 km de voie.

## Voies navigables
600 km sont navigables en permanence.

## Pipelines
Pétrole brut105 km
Gaz naturel760 km (1992).

## Ports

### Ports maritimes
- Terminal pétrolier de Būtingė,
- Port de Klaipėda,
- Port de Nida,
- Šventoji

### Ports fluviaux
- Kaunas
- Rumšiškės
- Nida
- Juodkrantė

## Marine marchande
La marine marchande de ce pays est constituée de 47 bateaux de plus de 1 000 tjb, totalisant un jaugeage de 279 743 tjb.

## Aéroports
En 2001, il y avait 72 aéroports en Lituanie.
Pistes pavées (9 au total)
Deux de plus de 3 047 m
Quatre de 1 524 m à 2 437 m
Trois en dessous de 914 m
Pistes non pavées (63 au total)
Trois de 2 438 m à 3 047 m
Cinq de 914 m à 1 523 m
Cinquante-cinq en dessous de 914 m